# American Outdoor Brands Corporation
Die American Outdoor Brands Corporation ist eine Holding die sogenannte Outdoor-Produkte wie Jagdmesser, Grills, Zelte sowie Produkte zur Polizeiausrüstung herstellt. 

## Geschichte
Das Unternehmen wurde ursprünglich als De Oro Mines, Inc. am 17. Juni 1991 in Nevada gegründet. Der Plan des Unternehmens, einen Bergbaubetrieb zu etablieren, konnte nicht umgesetzt werden und alles Kapital wurde aufgebraucht. 1996 wurde die vorhandene „Hülle“ des Unternehmens genutzt um die finanzielle Basis für die Übernahme des Vermögens der Saf-T-Hammer Inc. (einem Hersteller von Waffensicherungen) sowie die weitere Geschäftsentwicklung zu schaffen. Zum 20. Oktober 1998 erfolgte diese Übernahme und das Unternehmen änderte seinen Namen in Saf-T-Hammer Corporation.
2001 übernahm das Unternehmen von Tomkins den Waffenhersteller Smith & Wesson für 15 Millionen Dollar. Daraufhin wurde der Name von Saf-T-Hammer Corporation in Smith & Wesson Holdings Corporation geändert. Ab 2007 erfolgten weitere Übernahmen. So wurde die Waffenhersteller Thompson Center Holding Corporation 2007 und Deep River Plastics, LLC 2015 übernommen. 2015 erfolgte außerdem die Übernahme von Battenfeld Technologies und Hooyman, Herstellern von Outdoor- und Jagd-Produkten. 2016 kam noch der Outdoor-Lampenhersteller Power Tech, Inc. und 2017 der Werkzeug- und Messerproduzent BTI Tools, der Laservisierhersteller Crimson Trace Corporation und der Outdoor-Produkteanbieter Ultimate Survival Technologies.
Auf Grund dieser umfassenden Neuausrichtung der Unternehmensstrategie wurde der Name des Konzerns zum 3. Januar 2017 in American Outdoor Brands Corporation geändert.
Zum 24. August 2020 wurde Smith & Wesson vom Unternehmen abgetrennt. Rechtlich wurde die neue American Outdoor Brands von der alten American Outdoor Brands abgetrennt. Die alte American Outdoor Brands wurde daraufhin in Smith & Wesson umfirmiert.